# Ingenue (Musical)
Ingenue (englisch/französisch ungefähr „Naturkind“) bezeichnet ein Rollenfach im Theater, das im Deutschen hauptsächlich im Zusammenhang mit Musicals und Opern, manchmal auch mit Filmen, Verwendung findet. In der Terminologie des 19. Jahrhunderts entspricht der Begriff der „jugendlichen Naiven“. Im Musiktheater, insbesondere Opern, wird auch oft die Bezeichnung „Soubrette“ verwendet, die in ihrer Bedeutung jedoch etwas abweicht.
Berühmte Ingenues waren beispielsweise Mary Martin, Doris Day und Judy Garland.

## Charakteristik
Die Ingenue des Musicals mit ihrer genau festgelegten Charakteristik ist im deutschsprachigen Schauspiel etwas Ungewohntes, da es hier keine Rollenfächer mehr gibt. Da es sich bei ihrem Charakter um ein Stereotyp handelt, sind ihre Handlungen oft vorhersehbar.
Sie ist jung, hübsch, unschuldig, süß, jungfräulich, oftmals naiv, hat etwas aufreizend Verschämtes und manchmal etwas rührend Komisches. Ebenso zeichnet sie sich durch wenig Lebenserfahrung und Unabhängigkeit aus, weshalb sie oft bei ihrem Vater oder einer männlichen Vaterfigur lebt, selten auch bei einer Mutterfigur. Geht sie eine Liebesbeziehung ein, was in Haupt- oder Nebenhandlung oft geschieht, so kann man davon ausgehen, dass ihr Partner ebenso unerfahren und unschuldig ist wie sie selbst.
Befindet sie sich in Gefahr, ist diese meist eher psychischer als physischer Natur. Oft ist sie in ihrer Naivität das Opfer oder das Ziel des Bösewichts, den sie eventuell sogar für den Helden hält.
Für gewöhnlich wird die Figur der Ingenue in Musicals von einem hohen Sopran gesungen. In der ernsten Variante ist sie die weibliche Hauptfigur (lead). In der komischen Variante, meist als Nebenrolle, tendiert sie häufig, jedoch nicht grundsätzlich, zum Dummchen.

## Beispiele

### Ernste Variante
- Micaëla in Carmen (1875)
- Magnolia in Show Boat (1927)
- Maria in West Side Story (1957)
- Joanna Barker in Sweeney Todd (1979)
- Cosette in Les Misérables (1980)
- Christine Daaé in Das Phantom der Oper (1986)

### Komische Variante
- Dorothy Gale in Der Zauberer von Oz (1939)
- Ado Annie in Oklahoma! (1943)
- Jemima in Cats (1981)

Seltener handelt es sich dabei um eine männliche Person wie die Titelrolle in Candide.